# Лелии (род)
Лелии (на латински: gens Laelia) е плебейски род от Древен Рим
- Гай Лелий, консул 190 пр.н.е.
- Гай Лелий (консул 140 пр.н.е.), син на горния
- Децим Лелий, народен трибун 54 пр.н.е.
- Децим Лелий Балб, консул 6 пр.н.е.
- Децим Лелий Балб, суфектконсул 46 г.
- Марк Понтий Лелиан, консул 163 г.
- Марк Лелий Фулвий Максим Емилиан, консул 227 г.

Жени:
- Лелия Стара, съпруга на Гай Фаний (консул 122 пр.н.е.)
- Лелия Младша, съпруга на Квинт Муций Сцевола (авгур)
- Лелия, съпруга на Гай Вибий Марс (суфектконсул 17 г.)